# 斑椋鸟
斑椋鸟（学名：Gracupica contra）为椋鸟科斑椋鳥屬的鸟类。分布于尼泊尔、印度、泰国、老挝、缅甸、苏门答腊岛、爪哇岛以及中国大陆的云南等地，该物种的模式产地在印度。
通常以小群形式出現，主要棲息在平原和低矮的丘陵地帶。多生活于高大的大青树上或村寨附近的乔木上或田边以及营巢于高树上。經常在城市和村莊中看到，但不像家八哥那樣大膽。能發出各種流暢的音調鳴聲。

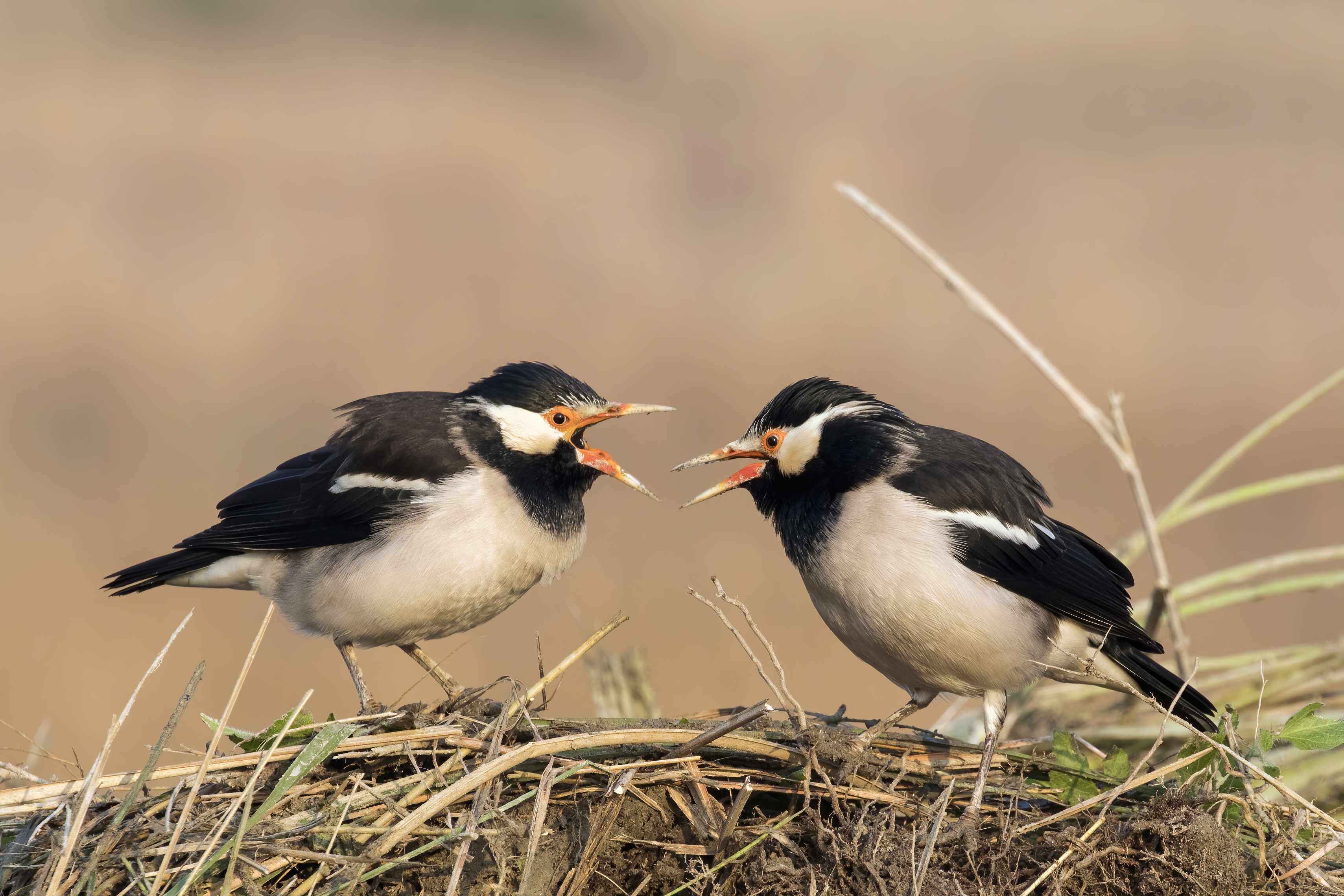

## 分類

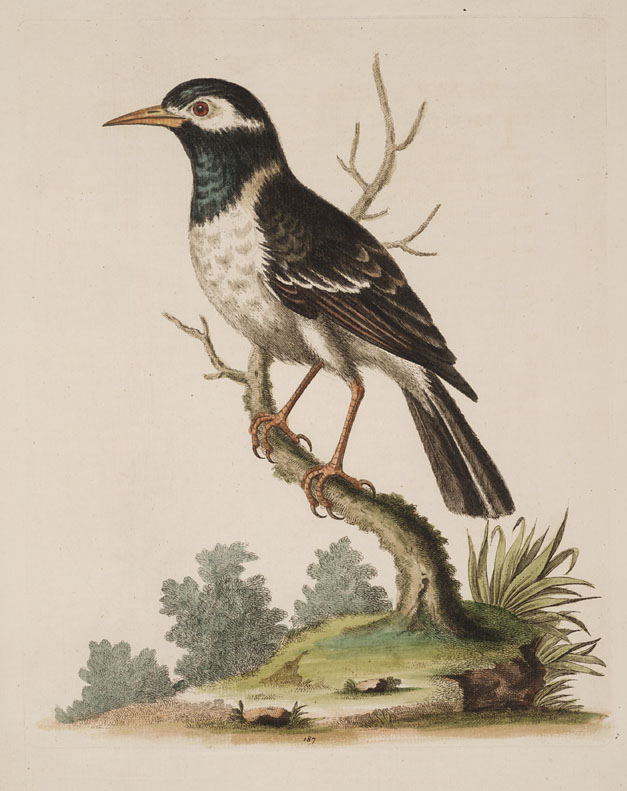
早期的插圖 喬治·愛德華茲（1751年）

斑椋鳥由瑞典博物學家卡爾·林奈於1758年在《自然系統》第十版中以雙名法正式描述為Sturnus contra。 林奈的描述基於1738年由伊萊亞薩·阿爾賓所描述並繪製的「Contra, from Bengall」，以及1751年由喬治·愛德華茲所描述並繪製的「黑白印度椋鳥」。 阿爾賓認為「contra」是這種鳥的孟加拉語名稱，但在19世紀時這個名稱已不為人知。 林奈指定的模式產地是印度，但1921年英國鳥類學家E. C. 史都華·貝克將其範圍限制在加爾各答。 過去斑椋鳥曾被歸入椋鳥屬（Sturnus）和Sturnopastor屬，但根據2008年發表的分子親緣關係學分析結果，現被置於法國博物學家勒內-普里梅韋勒·萊松於1831年引入的斑椋鳥屬（Gracupica）中。
目前認可兩個亞種：
- G. c. contra（林奈，1758年） – 分佈於巴基斯坦東部、印度北部和中部、南尼泊爾及孟加拉（包括sordida）
- G. c. superciliaris（布萊思，1863年） – 分佈於印度東北部曼尼普爾、緬甸北部和中南部以及中國西南部

該物種主要分佈於恒河平原，向南延伸至安得拉邦，向東延伸至孟加拉。在印度東北部（從薩迪亞到Tirap和那加丘陵）的種群被西德尼·狄龍·利普利於1950年命名為sordida（最初為Sturnus contra sordidus）。該形態與印度種群不同，其肩部和後頸的條紋較少。分佈於曼尼普爾以南至緬甸，向東至雲南的種群則為亞種superciliaris，該亞種首次由愛德華·布萊思於1863年描述。
2021年一項研究發現G. contra實際上是一個複合種，包括三個不同的物種：斑椋鳥（G. contra sensu stricto），分佈於印度次大陸大部分地區、緬甸和中國雲南，其亞種包括sordida和superciliaris；暹羅斑椋鳥（G. floweri），分佈於泰國和柬埔寨；以及單型種、可能野外滅絕的爪哇斑椋鳥（G. jalla），歷史上分佈於爪哇和峇里島。G. jalla可能因印尼日益猖獗的非法鳴禽貿易而在野外滅絕，且在圈養中可能受到與其他斑八哥種混種的威脅。建議在野生動物貿易中尋找基因純正的成員進行圈養繁殖；在峇里島鳥園可能存在一個純G. jalla的圈養種群。

## 描述

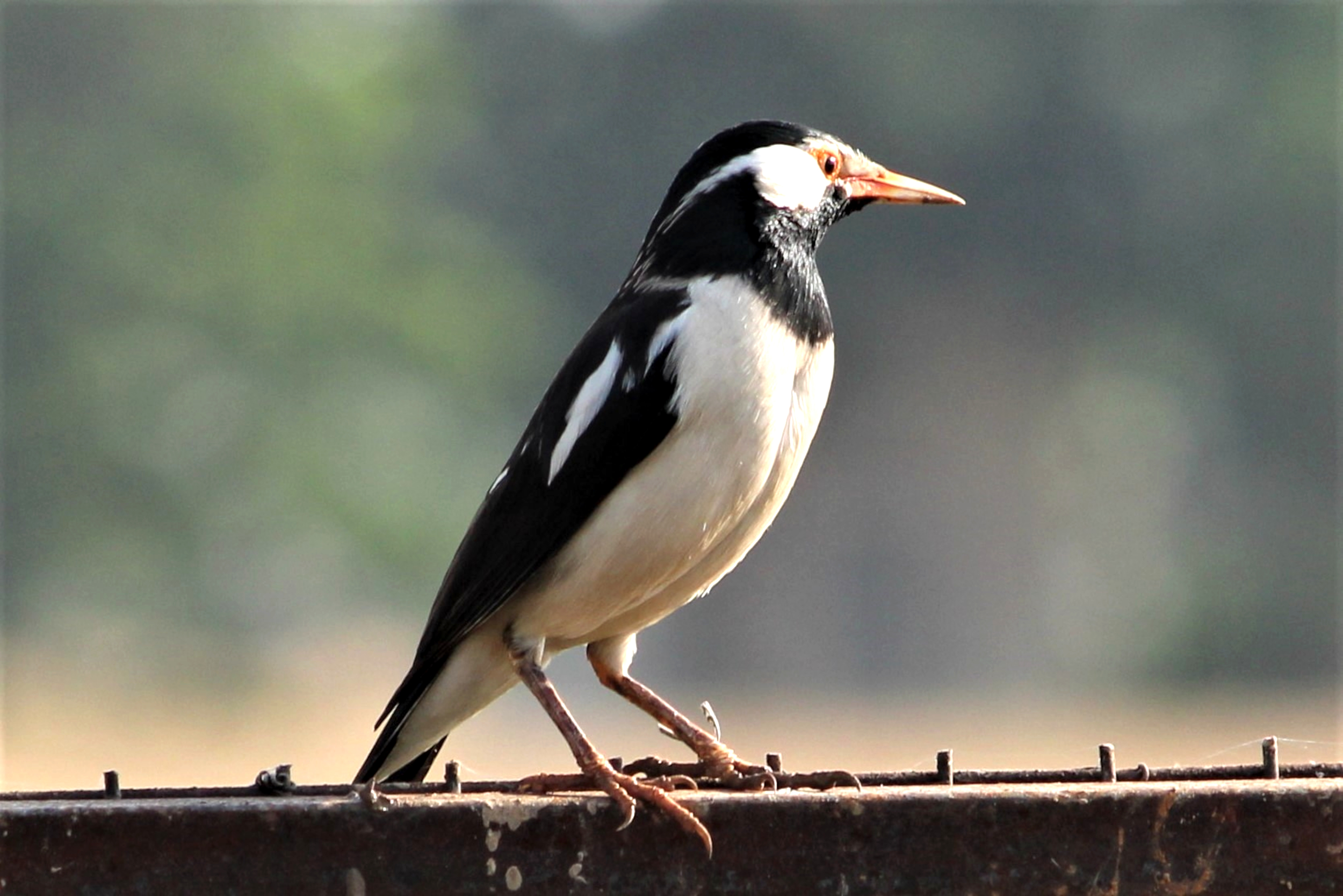
亞洲斑椋鳥（斑八哥）...

這種八哥的黑白對比鮮明，喙呈黃色，喙基帶有紅色。眼睛周圍的裸露皮膚呈紅色。上半身、喉嚨和胸部為黑色，而面頰、眼先、翅膀覆羽和臀部則是對比鮮明的白色。兩性在羽色上相似，但幼鳥的黑色部分則為深棕色。 各亞種的羽色略有差異，羽毛的條紋和體型尺寸也有所不同。
飛行緩慢，圓形翅膀的飛行方式像蝴蝶。
曾記錄到白化的個體。

## 分佈與棲地

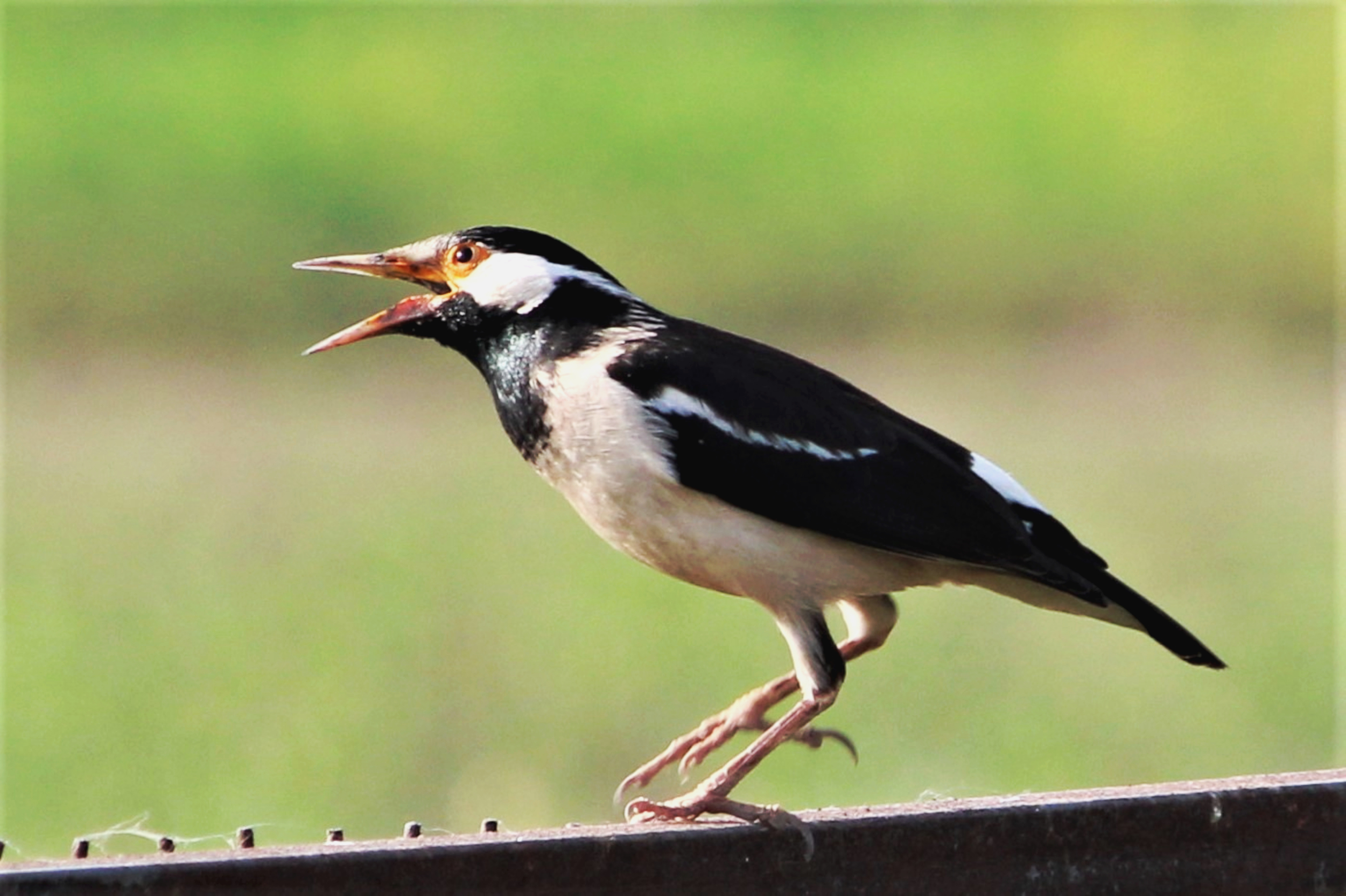
接近昌迪加爾的亞洲斑椋鳥（斑八哥）。

該物種主要分佈於平原，但在海拔約700米以下的山腳地帶也能找到。牠們主要棲息於有開放水源的區域。印度的主要分佈範圍是從恒河平原延伸至南方的克里希納河。牠們的分佈範圍在逐漸擴大，最近在巴基斯坦、拉傑果德和孟買（自1953年以來）建立了種群，可能與籠養鳥的貿易和意外逃逸有關。 印度西部的擴展，特別是在拉賈斯坦邦的一些地區，受灌溉和農業模式變化的推動。 該物種也已在阿拉伯聯合大公國建立種群。
其棲地是低地的開放區域，有散落的樹木靠近水源，通常接近人類居住區。這種鳥類經常出現在污水處理場和垃圾場。

## 行為

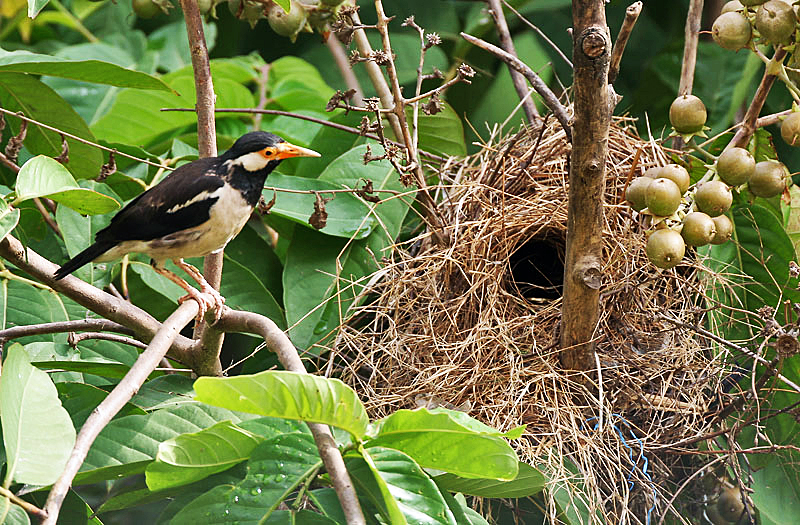
巢

這些椋鳥通常以小群體形式出現，主要在地面覓食，但也會停棲在樹木和建築物上。群體中的鳥類經常鳴聲，鳴聲種類豐富，包括口哨聲、顫音、嗡嗡聲、咔嗒聲和顫音叫聲。被圈養的幼鳥可被訓練模仿其他鳥類的旋律。

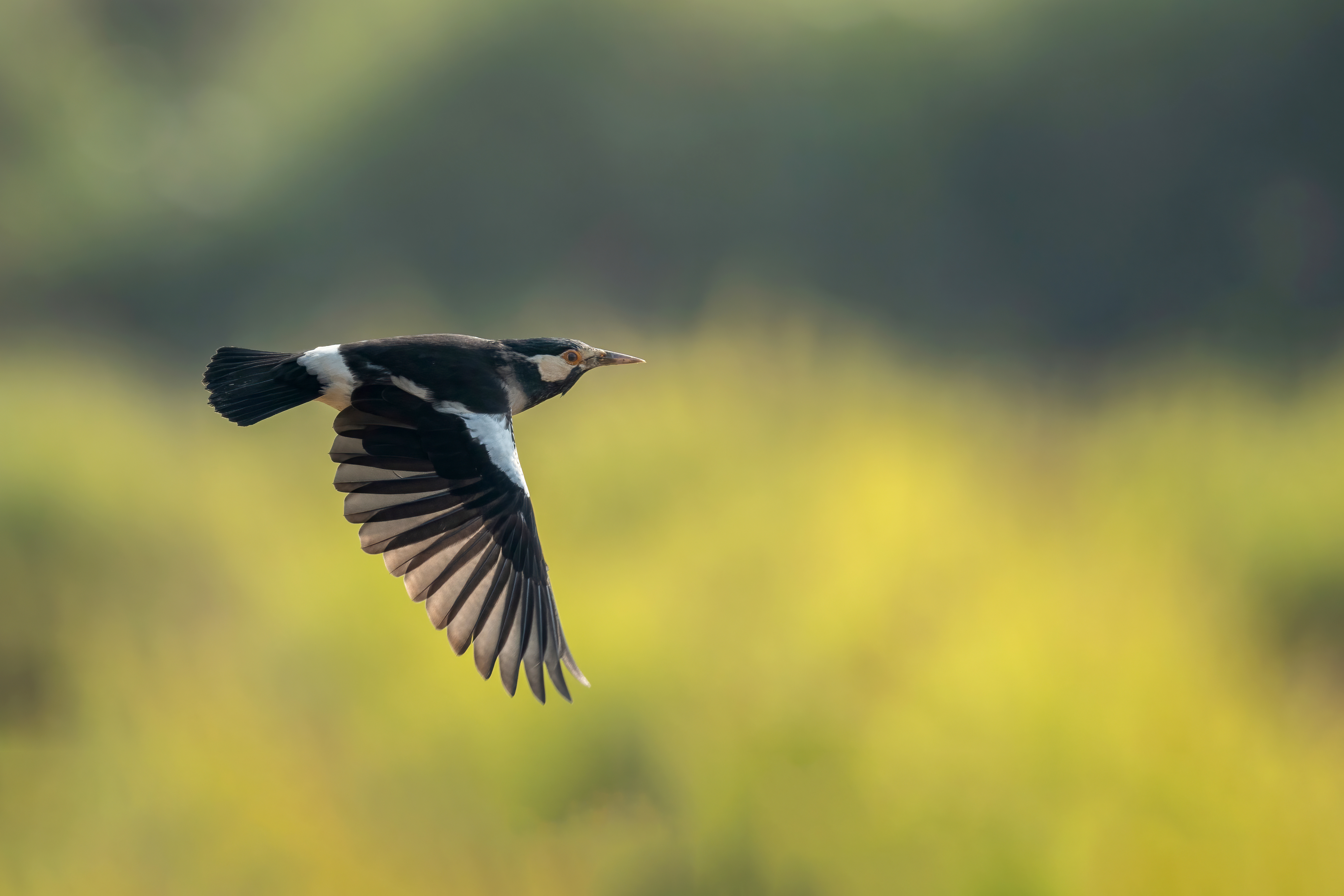
在飛行中的尼泊爾

在印度，繁殖季節從3月持續到9月。隨著繁殖季節的開始，群體規模減少，鳥類成對活動。求偶行為包括鳴聲、羽毛蓬鬆和點頭。巢是一個鬆散的草堆，呈圓頂形狀，側面有入口，放置在大樹（常見的有榕樹、芒果、菠蘿蜜、紫檀）上，有時也建在人造結構上， 通常靠近人類居住區。多對鳥會在同一區域築巢。通常每窩產4到6顆光滑的藍色卵。每顆蛋間隔一天產出，孵卵在第三或第四顆蛋產出後才開始。孵化期為14到15天。雛鳥孵出後需由母鳥夜間照顧兩週。雙親共同餵養雛鳥，直到雛鳥三週後離巢。每季可繁殖多窩。
曾有記錄顯示發生過異種哺育的現象，即一隻家八哥曾餵養過一隻斑椋鳥的雛鳥。
這些八哥在夜間形成集體棲息，並共同防衛其巢區。

## 文化中的地位
這些八哥模仿人聲的能力使其成為受歡迎的籠中鳥。蘇米納加族相信這種鳥是人類的轉世，因此不會吃這種鳥。 由於牠們吃許多昆蟲，通常被認為是有益的。